# 高山金冠鳞毛蕨
高山金冠鳞毛蕨（学名：Dryopteris alpicola）为鳞毛蕨科鳞毛蕨属下的一个种。

## 扩展阅读
- 維基物種上的相關：高山金冠鳞毛蕨